# Сашко (фильм)
- Не следует путаить с фильмом «Сашка»

«Сашко» — советский художественный фильм 1958 года режиссёра Евгения Брюнчугина по одноимённой повести Леонида Смелянского.

## Сюжет
Воспитывать у наших ребят чувство патриотизма, любви к своей Отчизнe и ненависти к её врагам призван фильм «Сашко».
- О киевском школьнике Сашко и его друзьях Юрчике и Ромке, во время Великой Отечественной войны помогавших партизанам бороться с фашистами.

Киев, весна 1941 года. Школьник Сашко, хоть и пионер, но редкий озорник, в чём его упрекает даже его мама. Неожиданно, на зависть всем ребятам, его приглашают сниматься в кино, и уезжает на съёмки под Киев. Но начинается война, и раненного на съемочной площадке Сашко спасает и выходит крестьянка, а как он поправляется, отправляет его домой. 
Приехав в Киев Сашко не узнаёт свой город, в котором во всю хозяйничают фашисты. А придя домой узнаёт, что мама куда-то делась, и это уже не его квартира — бабушку выгнали в подвал, а в квартире поселилась радостно встретившая немцев Волчинская. По вечерам, прислушиваясь к доносившимся из своей бывшей квартиры звукам пьяного веселья оккупантов, Сашко, и его друзья Юрчик и Ромка мечтают попасть на фронт: бить ненавистного врага.
Ребята узнают, что отец Ромки, дядя Михайло, связан с партизанами, и начинают ему помогать. Как-то в тревожную ночь Сашко помогает возвращавшимся с подпольного совещания партизанам уйти дворами из района фашистской облавы. Вскоре ему поручают серьезное боевое задание — ответи в лес под Киевом партизанам шифр.
Красная Армия наступает, уже грохочет канонада подступающего фронта, и фашисты с их приспешниками в панике бегут из города — в чём и заслуга Сашко и его друзей.
Сашко въезжает освобождённый от фашистов Киев на танке, вместе с входящей в город Красной Армией, и вернувшись домой встречает приехавшую с фронта маму.
После войны снова возвращается счастливая жизнь, и в первый послевоенный новогодний утренник-маскарад, в ещё не полностью восстановленной от разрушений, среди ребят — Сашко, снова чего-то набедокуривший, и прячущийся от разыскивающего его директора школы... чтобы дядя Михайло при всей школе вручил Сашко медаль «Партизану Отечественной войны».

## В ролях
- Лёня Бабич — Сашко Жук, киевский школьник
- Лариса Хоролец — Ромка
- Владимир Данилин — Юрчик
- Николай Козленко — дядя Михайло
- Виктор Зубарев — Валерий Дмитриевич, кинорежиссёр
- Неонила Гнеповская — мать Сашко
- Анна Кушниренко — бабушка Сашко
- Виктор Мягкий — Ефим Аркадьевич, директор школы
- Ольга Ножкина— учительница
- Алексей Бунин — Семён Порфирьевич, кассир
- Софья Карамаш — жена Семёна Порфирьевича
- Полина Нятко — Волчинская
- Михаил Рост — хромой
- Габриэль Нелидов-Френкель — полицай
- Василий Фущич - немец
- Евгений Балиев — немецкий офицер
- Анатолий Гриневич — немецкий офицер
- Юрий Цупко — партизан
- Лариса Борисенко — Зоя Космодемьянская

- Директор фильма — Борис Жолков.

## Литературная основа
Фильм снят по одноимённой повести Леонида Смелянского, повесть написана в 1950 году, в 1956 году издана «Детгизом», является наиболее известным произведением писателя:

Повесть «Сашко» выгодно отличается от многих произведений для юношества прежде всего стремлением автора раскрыть интересный романтический мир героя, что дало ему возможность значительно углубить художественную характеристику образа. Сашко в повести борется и утверждает, страдает и ненавидит, и в этих его действиях мы видим, как формируется и закаляется его характер.